# Baile Inolvidable
«Baile Inolvidable» (стилизованно «BAILE INoLVIDABLE»; перевод — «Незабываемый танец») — песня пуэрториканского музыканта Бэд Банни. Она была выпущена 9 января 2025 года на лейбле Rimas Entertainment в качестве третьего сингла с его шестого сольного студийного альбома Debí Tirar Más Fotos (2025).

## История
3 января 2025 года, когда Бэд Банни раскрыл названия трек-листов своего альбома Debí Tirar Más Fotos, стало известно, что «Baile Inolvidable» также будет включена в него в качестве третьего трека.

## Музыка и текст
В музыкальном плане «Baile Inolvidable» — это песня в стиле сальса, дань уважения культурному наследию Пуэрто-Рико. Лирически «Baile Inolvidable» — это больше, чем просто песня о любви; это размышление о красоте и боли прошлых отношений. Текст песни включает: «Я думал, что состарюсь с тобой / В другой жизни, в другом мире это может быть / В этом я могу уйти только однажды / И посмотреть на небо, чтобы увидеть тебя только на закате. / Если ты видишь меня одиноким и грустным, не говори со мной / Если ты видишь меня одиноким и грустным, я виноват / Жизнь - это праздник, который однажды заканчивается / И ты была в нём моим незабываемым танцем» («Pensaba que contigo iba a envejecerer / En otra vida, en otro mundo podrá ser / En esta solo queda irme un día / Y ver pa’l cielo a ver si te veo caer / Si me ven solo y triste, no me hablen / Si me ven solo y triste soy culpable / La vida es una fiesta que un día termina / Y tú fuiste mi baile inolvidable»).

## Музыкальное видео
Музыкальный клип был выпущен 9 января 2025 года. В большинстве из них Бэд Банни и несколько человек танцуют сальсу на сцене, а в некоторых моментах Bad Bunny также появляется поющим в микрофон. В клипе также участвует Хакобо Моралес.

## Чарты

### Еженедельные чарты
| Чарт (2025)                       | Высшая позиция |
| --------------------------------- | -------------- |
| Аргентина (Argentina Hot 100) ·   | 6              |
| Аргентина (CAPIF)                 | 3              |
| Чили (Billboard)                  | 2              |
| Колумбия (Billboard)              | 2              |
| Колумбия (Monitor Latino)         | 17             |
| Коста-Рика (FONOTICA)             | 2              |
| Эквадор (Billboard)               | 2              |
| Эквадор (Monitor Latino)          | 14             |
| Мир (Billboard Global 200)        | 4              |
| Мексика (Mexico Songs, Billboard) | 4              |
| Нидерланды (Single Top 100)       | 50             |
| Новая Зеландия (RMNZ)             | 9              |
| Перу (Billboard)                  | 2              |
| Перу (Monitor Latino)             | 13             |
| Пуэрто-Рико (Monitor Latino)      | 1              |
| Испания (PROMUSICAE)              | 3              |
| Швейцария (Schweizer Hitparade)   | 6              |
| Великобритания (OCC UK Singles)   | 75             |
| Великобритания (OCC UK Indie)     | 26             |
| США (Billboard Hot 100)           | 3              |
| США (Billboard Hot Latin Songs)   | 2              |
| США (Billboard Latin Airplay)     | 29             |
| США (Billboard Tropical Airplay)  | 6              |

## Сертификация
| Регион                                                                      | Сертификация | Продажи |
| --------------------------------------------------------------------------- | ------------ | ------- |
| Испания (PROMUSICAE)                                                        | Золотой      | 30 000  |
| Данные о продажах + прослушиваниях приведены только на основе сертификации. |              |         |